# Lycosomus mirabilis
Lycosomus mirabilis är en skalbaggsart som beskrevs av Aurivillius 1903. Lycosomus mirabilis ingår i släktet Lycosomus och familjen långhorningar.
Artens utbredningsområde är Madagaskar. Inga underarter finns listade i Catalogue of Life.